# Kék háztető
A Kék háztető (Le Toit bleu), más címen Tanya Le Pouldunál Paul Gauguin festménye, amely a National Gallery of Australia gyűjteményének része.
A festményt 1890-ben Bretagne-ban készítette Gauguin. Egy tanya rusztikus épületeit ábrázolja, a háttérben egy nő vizet húz a kútból, az előtérben két kutya látható. Gauguin ebben a Le Pouldu-i időszakában csak kevés képet festett.
A festményt az ausztrál múzeum 6,5 millió dollárért vásárolta meg 2024-ben. Ez az első Gauguin-kép, amely ausztrál közgyűjteménybe került. Az eladó feltehetően ugyanaz a gyűjtő volt, aki 2000-ben a Christie’s aukcióján 5,3 millió dollárért szerezte meg az alkotást. A Kék háztető korábbi tulajdonosa Révész Imre volt, aki az 1920-as évek elején hagyta el Magyarországot, és Emery Reves néven lett író és kiadó.